# Odontophorus (växtsläkte)
För fågelsläktet med samma namn, se tandvaktlar
Odontophorus är ett släkte av isörtsväxter. Odontophorus ingår i familjen isörtsväxter. Det finns även ett släkte med tandvaktlar som heter Odontophorus.
Arter i släktet enligt Catalogue of Life:
- Odontophorus angustifolius
- Odontophorus marlothii
- Odontophorus nanus
- Odontophorus pusillus